# Simona Antonescu
Simona Antonescu (n. 20 ianuarie 1969, Galați, România) este o scriitoare română care s-a impus în special prin romanele sale istorice.

## Biografie
S-a născut la Galați și a copilărit în localitatea Țintea (județul Prahova). După absolvirea Liceului „Constantin Dobrogeanu Gherea” (actualul Colegiu Național „Nichita Stănescu”) din Ploiești, a urmat cursurile Facultății de Chimie din cadrul Institutului Politehnic București. Locuiește în Ploiești.
Primele încercări literare datează încă din perioada copilăriei, iar în anii de liceu a început să scrie cele dintâi romane. A debutat în anul 2015 cu „Fotograful Curții Regale”, Editura Cartea Românească, roman câștigător al Concursului de Debut al Editurii Cartea Românească și al Premiului de Debut al Uniunii Scriitorilor din România. Romanul a fost finalist al „Festival du Premier Roman de Chambéry” și al „Premiilor Observator Cultural”.

## Scrieri

### Romane
- Fotograful Curții Regale, Editura Cartea Românească, 2015
- Darul lui Serafim, Editura Cartea Românească, 2016
- Hanul lui Manuc, Editura Polirom, 2017
- Povestea Otiliei Cazimir, Editura Muzeelor Literare Iași, 2018
- Ultima cruciadă, Editura Polirom, 2019
- Maria Tănase. O fântână pe un drum secetos, Editura Polirom, 2020
- În umbra ei, Editura Polirom, 2021
- Chiajna din Casa Mușatinilor, Editura Polirom, 2023

### Cărți pentru copii
- Decebal și un solomonar misterios. București: Nemira, 2018. Din seria: Istoria povestită copiilor;
- Iancu de Hunedoara și legenda fântânii din castel. București: Nemira. 2021. Din seria: Istoria povestită copiilor;
- Litovoi și Școala Solomonarilor din Crângul Pământului. București: Nemira, 2018. Din seria: Istoria povestită copiilor;
- Menumorut și minele de aur de la Roșia Montană. București: Nemira, 2018. Din seria: Istoria povestită copiilor;
- Mihai I - Regele copil și pecețile de mărgean. București: Nemira, 2019. Din seria: Istoria povestită copiilor;
- Mircea cel Bătrân și Școala Scutierilor. București: Nemira, 2018. Din seria: Istoria povestită copiilor;
- Nobilul Aeticus și o călătorie în jurul lumii. București: Nemira, 2018. Din seria: Istoria povestită copiilor;
- Regina Maria și Marea Unire. București: Nemira, 2019. Din seria: Istoria povestită copiilor;
- Vlad Țepeș și Ordinul Dragonului. București: Nemira, 2021. Din seria: Istoria povestită copiilor;

### Texte în volume colective
- Mică istorie a unui secol mare, Editura Arthur, 2018
- Cartea cuvintelor-madlenă, Editura Școala Ardeleană Cluj, 2020
- Scriitorul și lumea, Editura Școala Ardeleană Cluj, 2021
- Petrecere cu stil, Editura Școala Ardeleană Cluj, 2022
- Cartea Cărților Copilăriei, Editura Școala Ardeleană Cluj, 2024

## Premii / Nominalizări
- Fotograful Curții Regale, Premiul de debut al Editurii Cartea Românească, 2015
- Fotograful Curții Regale, Premiului de debut al Uniunii Scriitorilor din România, 2015
- Fotograful Curții Regale, roman finalist la „Festival du Premier Roman de Chambéry” și la „Premiile Observator Cultural”, 2016
- Hanul lui Manuc, roman finalist la „Premiile de proză ale Ziarului de Iași”, 2017
- Povestea Otiliei Cazimir, Editura Muzeelor Literare Iași, 2018
- Ultima cruciadă, Premiul „Cartea anului” la Uniunea Scriitorilor din România - Filiala Brașov, roman nominalizat la Premiile Uniunii Scriitorilor și finalist la „Premiile de proză” ale Ziarului de Iași., 2019
- Maria Tănase. O fîntînă pe un drum secetos, Editura Polirom, 2020
- În umbra ei, roman finalist la „Premiile de proză” ale Ziarului de Iași, 2021
- Chiajna din Casa Mușatinilor, Marele Premiu al festivalului de proză „Saloanele Liviu Rebreanu” de la Bistrița, roman finalist la „Premiile de proză„ ale Ziarului de Iași, nominalizat la „Premiile Radio România Cultural” și la „Premiile Observator Cultural”, 2023

## Media